# (23685) Toaldo
(23685) Toaldo (1997 JV) – planetoida z pasa głównego asteroid okrążająca Słońce w ciągu 4,23 lat w średniej odległości 2,61 j.a. Została odkryta 1 maja 1997 roku.